# 孙储
孙储（9世纪—10世纪），字文府，晚唐将官。天平军节度使孙景商子，宰相孙偓兄。嫡母为于敖女，非其生母。
咸通十五年（874年）进士及第。
黄巢之乱时，孙储为凤翔节度使郑畋幕客。广明元年（880年）十二月黄巢攻占长安后称帝建立大齐，派使者持赦书到凤翔，当时郑畋突发昏迷，监军彭敬柔将赦书给将佐看后，代郑畋起草表文署名感谢黄巢，与使者设宴席，奏乐时，将佐以下都哭了。使者以为奇怪，孙储说是因为相公郑畋风痹不能来。民间得知的都哭了。郑畋听说后，说自己本来就知道人心尚未厌倦唐朝，于是重整力量反抗黄巢。
景福二年（893年）四月，宣武军节度使朱全忠攻灭感化军节度使时溥，假意请朝廷任命继任感化军节度使。唐昭宗以兵部尚书孙储为感化军节度使。朱全忠找借口没让孙储上任，用自己的将领继任。
孙储曾受封乐安郡侯。乾宁二年（895年）任礼部尚书时，其弟孙偓拜相，孙偓为了避嫌屡次上表推辞，诏书不许。四年（897年），孙储历任邠宁节度使、天雄军节度使，但两镇实际都已为凤翔节度使李茂贞占据，故都没有实际赴任。光化三年（900年）卸任，六月（一作七月），以金紫光禄大夫、守兵部尚书、上柱国、乐安郡开国公、食邑一千五百户守兵部尚书，兼京兆尹。次年京兆尹为郑元规，可见孙储已离任。